# استان قرق‌قلعه
استان قِرق‌قلعه (به ترکی استانبولی: Kırıkkale) نام یکی از استان‌های ترکیه است.
مرکز این استان شهر قرق‌قلعه است.

## نگارخانه

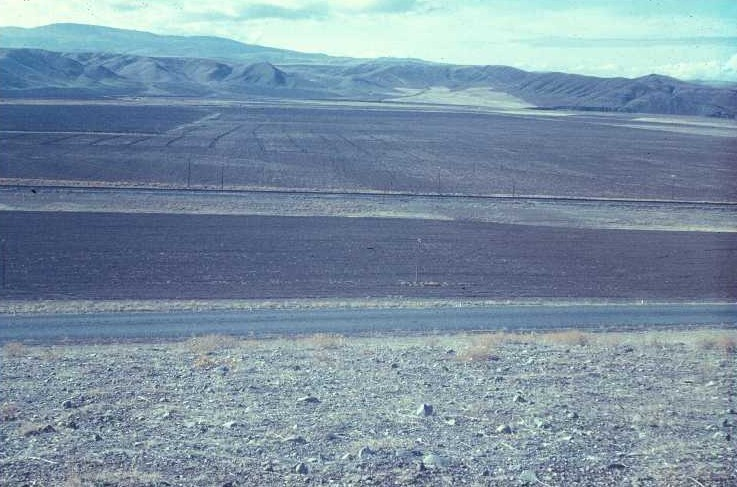

## شهرستان‌ها
- باخشیلی Bahşılı
- بالی‌شیخ Balışeyh
- چلبی Çelebi
- دلیجه Delice
- کاراکچیلی Karakeçili
- کسکین Keskin
- قرق‌قلعه Kırıkkale
- سولاک‌یورت Sulakyurt
- یاخشی‌خان Yahşihan